# کلش این پاریس
رویداد کلش این پاریس (به انگلیسی: WWE Clash in Paris) یک رویداد کشتی حرفه‌ای پیش‌رو است که توسط پروموشن آمریکایی دبلیودبلیوئی تولید می‌شود. این رویداد، سومین رویداد کلش است؛ البته دو رویداد پیش از آن با نام «کلش ات د کسل» در سال‌های ۲۰۲۲ و ۲۰۲۴ برگزار شده بود. این رویداد با حضور کشتی‌گیران برند راو و اسمک‌داون در روز یک‌شنبه ۳۱ اوت ۲۰۲۵ در پاریس لا دفانس آرنا در ناحیه نانتر این شهر در فرانسه برگزار می‌شود.
این رویداد با توجه به تور بازنشستگی جان سینا در پایان سال ۲۰۲۵، اولین و تنها حضور او در یک رویداد در فرانسه و هم‌چنین آخرین حضور او در قاره اروپا خواهد بود.

## پس زمینه

این رویداد در پاریس لا دفانس آرنا در منطقه لا دفانس در حومه شهر پاریس، فرانسه برگزار می‌شود.

کلش (به انگلیسی: WWE Clash) یک رویداد کشتی حرفه‌ای است که از سال ۲۰۲۲ بدین‌سو توسط پروموشن آمریکایی دبلیودبلیوئی تولید و در کشورهای اروپایی برگزار می‌شود. اولین رویداد آن در سال ۲۰۲۲ با عنوان «کلش ات د کسل» (به انگلیسی:‌ WWE Clash at the Castle) در کاردیف، ولز و دومین رویداد در سال ۲۰۲۴ در گلاسکو، اسکاتلند برگزار شد. پس از موفقیت تجاری رویداد بک‌لش ۲۰۲۴ که نخستین پرمیوم لایو اونت در فرانسه بود، نیک خان، مدیرعامل دبلیودبلیوئی در ژانویه ۲۰۲۵ اعلام کرد که این شرکت برای یک رویداد دیگر در اواخر همان سال به فرانسه باز خواهد گشت.
در ۲۹ ژانویه، دبلیودبلیوئی رسما از طریق کانال یوتیوب و وبگاه خود اعلام کرد که در روز یک‌شنبه ۳۱ اوت ۲۰۲۵، سومین رویداد کلش با عنوان کلش این پاریس به فرانسه برگزار خواهد شد. هم‌چنین اعلام شد که شوی ۱ سپتامبر راو نیز در پاریس برگزار می‌شود. این رویداد به صورت زنده از پیکاک در ایالات متحده و نتفلیکس در بیشتر بازارهای بین‌المللی پخش می‌شود.

### داستان‌ها
همانند سایر رویدادهای کشتی حرفه‌ای، داستان‌ها از پیش تعیین شده بوده و خطوط داستانی در شوهای هفتگی راو و اسمک‌داون جریان داشته و در پایان منتهی به یک مسابقه در پی‌پرویو می‌شوند.
در رویداد اوولوشن، استفانی واکر از برند راو، موفق به پیروزی در مسابقه بتل رویال شد و فرصت مسابقه برای عنوان قهرمانی جهانی در رویداد کلش این پاریس را به دست آورد. روز بعد و در جریان شوی راو، تأیید شد که این مسابقه بر سر عنوان قهرمانی جهانی زنان برند راو خواهد بود.قهرمان کنونی این عنوان، نیومی است؛ اما پیش از این رویداد، او یک دفاعیه از عنوان خود مقابل ایو اسکای و ریا ریپلی در سامر اسلم داشت که با شکست دادن این دو، رسماً حریف واکر در کلش این پاریس شد.
در جریان رویداد مانی این د بنک در ۷ ژوئن، لوگان پاول و جان سینا که آن زمان شخصیت منفی (هیل) بود با همدیگر تیم شده و مقابل کودی رودز و جی اوسو قرار گرفتند که شکست خوردند. در شوی اسمک‌داون به تاریخ ۸ اوت، جان سینا که حالا شخصیت مثبت (فیس) شده بود، در مورد دوران حرفه‌ای خود صحبت کرد و متعاقبا یک اوپن چلنج مطرح کرد که توسط پاول پاسخ داده شد. پس از رد و بدل شدن کلمات، سینا می‌خواست در همان شو با پاول روبه‌رو شود که پاول آن را رد کرد و در عوض، سینا را به یک مسابقه در کلش این پاریس چلنج کرد که سینا آن را پذیرفت.
در ماه ژوئن، سث رالینز با ال ای نایت وارد درگیری شد و هر دو در مسابقه مانی این د بنک مردان در رویدادی با همین نام شرکت کردند؛ جایی که رالینز پس از دخالت هم‌تیمی‌هایش، بران بریکر و برانسون رید، برنده کیف شد. نایت و رالینز به درگیری خود ادامه دادند و منجر به مسابقه‌ای در ستردی نایتز مین اونت ۴۰ شد، جایی که نایت پس از آسیب‌دیدگی زانوی رالینز، برنده شد. پس از آن، بریکر در یک مسابقه گانتلت برای حق مسابقه برای عنوان قهرمانی سنگین‌وزن جهان در سامر اسلم شرکت کرد. در طول مسابقه، بریکر تمام رقبا، از جمله نایت و جی اوسو که او نیز از زمان رسلمنیا ۴۱ مشکلات خود را با گروه رالینز داشت، حذف کرد. با این حال، بریکر توسط رقیب دیرینه رالینز، سی‌ام پانک، که در نهایت پیروز مسابقه نیز شد، حذف شد. در شب اول سامراسلم، اوسو در یک مسابقه تگ تیم، بریکر و رید را شکست داد؛ در حالی که بعدا در همان شب و در مین اونت، پانک قهرمان سنگین وزن جهان شد، اما رالینز ظاهر شد و فاش کرد که وانمود کرده است که زانویش آسیب دیده و متعاقبا کیف پول مانی این د بنک خود را کش کرد و قهرمان جدید شد. در قسمت بعدی راو، نام گروه رالینز، ویژن (به انگلیسی: The Vision) نام‌گذاری شد و بعدا در همان شب، نایت با رالینز برای عنوان قهرمانی روبرو شد، در حالی که بریکر و رید از حضور در کنار رینگ منع شده بودند، اما پس از حمله پانک به او، این مسابقه با رد صلاحیت به نفع رالینز به پایان رسید. ویژن نیز پس از مسابقه به پانک و نایت حمله کردند. در قسمت بعدی، پانک و نایت پس از حمله رالینز به پانک، بریکر و رید را با رد صلاحیت شکست دادند. سپس اوسو برای کمک به نایت و پانک ظاهر شد و با ویژن درگیر شد. سپس آدام پیرس، مدیر کل برند راو، اعلام کرد که رالینز در یک مسابقه چهار نفره در کلش در پاریس، از قهرمانی خود در برابر پانک، نایت و اوسو دفاع خواهد کرد.

## مسابقات ثبت شده
| #                                                     | نتایج                                                                 | نوع مسابقه                                         |
| ----------------------------------------------------- | --------------------------------------------------------------------- | -------------------------------------------------- |
| ۱                                                     | نیومی (c) در مقابل استفانی واکر                                       | مسابقه تک به تک عادی برای عنوان قهرمانی جهانی زنان |
| ۲                                                     | جان سینا در مقابل لوگان پاول                                          | مسابقه تک به تک عادی                               |
| ۳                                                     | سث رالینز (c) در مقابل سی‌ام پانک در مقابل ال ای نایت در مقابل جی اوسو | مسابقه چهار نفره برای عنوان قهرمانی سنگین‌وزن جهان  |
| - (c) – نشان‌دهنده قهرمان(هایی) است که به میدان می‌روند |                                                                       |                                                    |